# مدزلونه
مدزلونه (الإيطالية: Mezzelune، وتعني أنصاف أقمار) هي معكرونة إيطالية شبه دائرية ذات حشوة، على غرار الرافيولي وبيروغة. عادة ماتكون العجينة مصنوعة من الدقيق الأبيض أو الحنطة السوداء وطحين القمح الصلب والسميد وخليط من البيض وزيت الزيتون. الحشوات التقليدية قد تشمل الجبن (مثل: الريكوتا، كوارك، موتزاريلا) أو السبانخ أو الفطر (مثل: بورسيني، تشانتيريليس، فطر). وهناك أيضا وصفات مع حشوات مثل البطاطا أو اللحوم أو الشمندر الأحمرأو ساوركراوت. قد يتم تقديم الطبق مع الفطر أو صلصة البيستو مع النقانق الإيطالية والمأكولات البحرية و/أو مع الطماطم.
تعرف أيضا باسم شلوتزكافبن (Schlutzkrapfen) في تيرول منمقاطعة بولسانو والمناطق المجاورة لها الناطقة باللغة الألمانية.

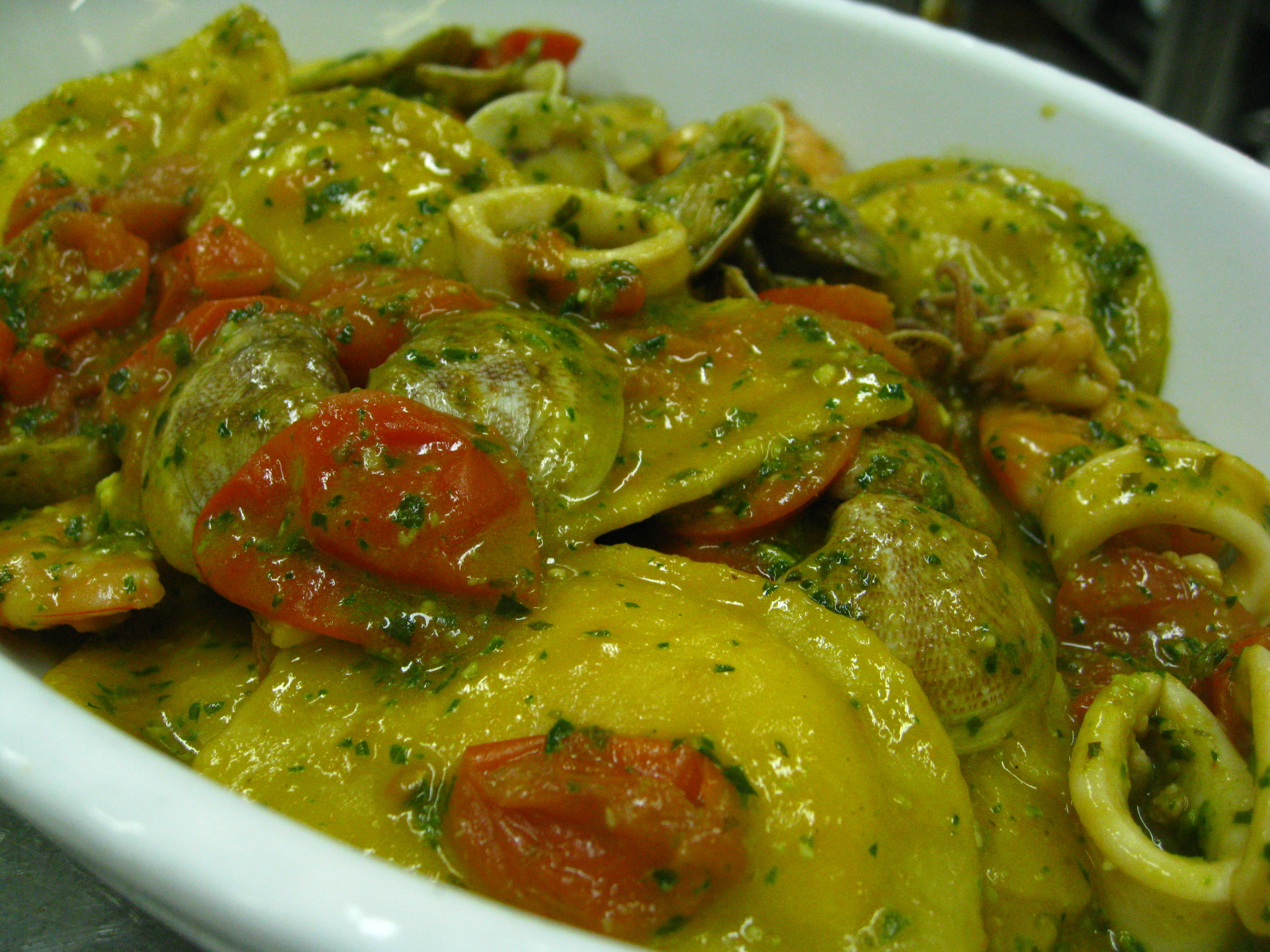
مدزلونه مع المأكولات البحرية و صلصة البيستو
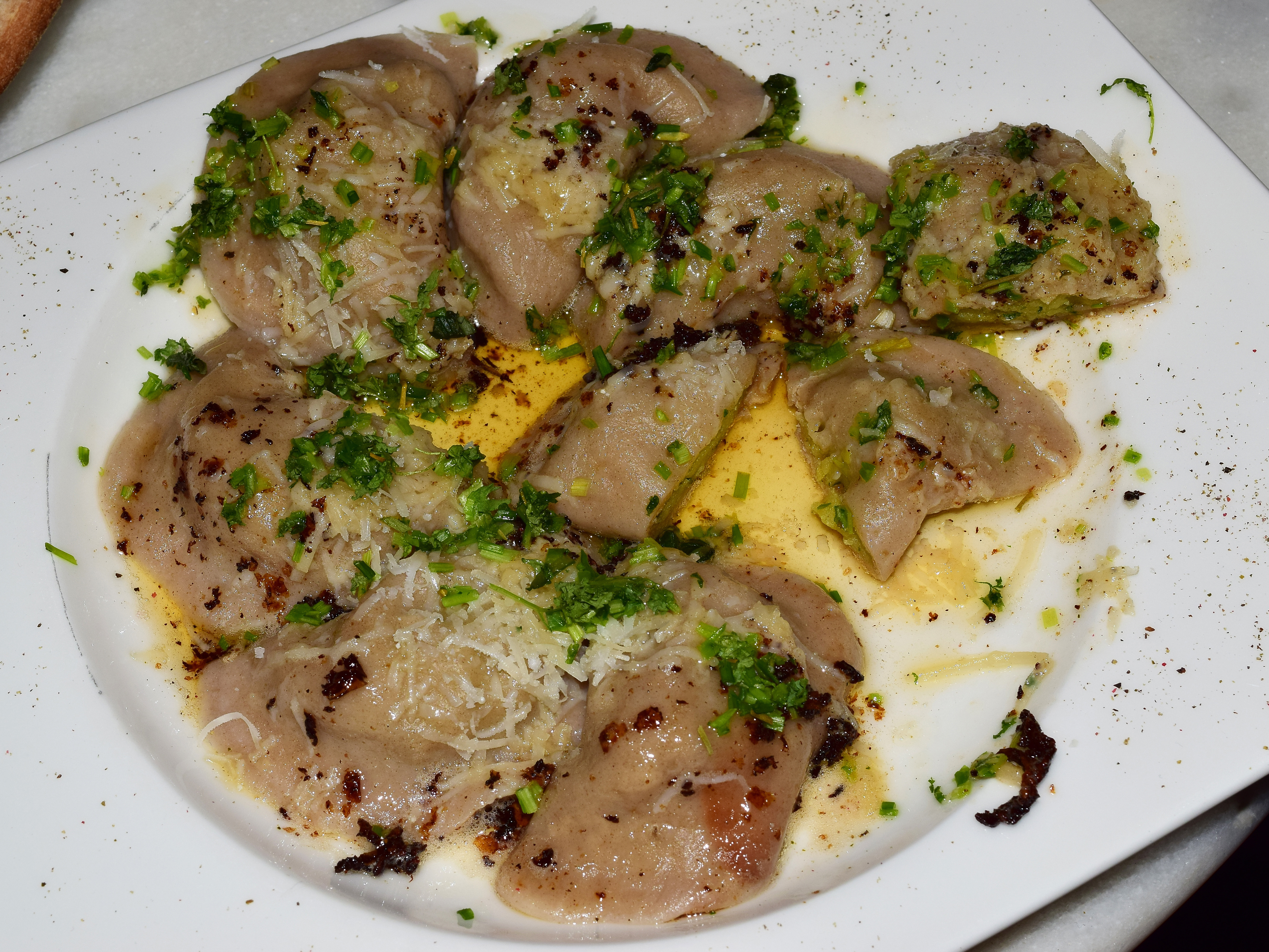
مدزلونة مصنوعة طحين الحنطة السوداء